# ریج وود هایتس (فلوریدا)
ریج وود هایتس (به انگلیسی: Ridge Wood Heights) یک منطقهٔ مسکونی در ایالات متحده آمریکا است که در شهرستان ساراسوتا، فلوریدا واقع شده‌است. ریج وود هایتس ۳٫۸ کیلومتر مربع مساحت و ۴٬۷۹۵ نفر جمعیت دارد و ۷ متر بالاتر از سطح دریا قرار دارد.